# تبلیغات پیشبرد فروش
تبلیغات پیشبرد فروش از تعداد زیادی ابزارهای محرک کوتاه مدت، نظیر کوپن، کالاهای ویژه، جوایز و تخفیفات خرید تشکیل می‌شود و هدف از آن ترغیب مصرف کنندگان، فروشندگان و واسطه‌های فروش کالای شرکت است. رشد هزینه‌های مربوط به تبلیغات پیشبرد فروش در سال‌های اخیر به مراتب بیش از رشد هزینه‌های تبلیغات غیرشخصی بوده است. تبلیغات پیشبرد فروش، مستلزم تعیین اهداف تبلیغات پیشبرد فروش، انتخاب ابزار، تهیه برنامه، پیش آزمون و اجرای برنامه تبلیغات پیشبرد فروش و ارزیابی نتایج حاصله است.